# Torsås landskommun
Torsås landskommun var en tidigare kommun Kalmar län.

## Administrativ historik
I Torsås socken, Södra Möre härad inrättades när kommunalförordningarna trädde i kraft 1863 Torsås landskommun.  Ur Torsås landskommun bröts år 1870 Gullabo socken ut för att bilda egen kommun. 3 mars 1916 inrättades Torsås municipalsamhälle i Torsås landskommun.
Vid kommunreformen 1952 inkorporerades Gullabo landskommun i Torsås landskommun. Municipalsamhället upplöstes med utgången av 1957. Vid Kommunreformen 1971 inkorporerades Söderåkra landskommun i Torsås kommun med Torsås som centralort.
Kommunkoden var 0834.

### Kyrklig tillhörighet
I kyrkligt hänseende tillhörde kommunen Torsås församling. Den 1 januari 1952 tillkom Gullabo församling.

## Kommunvapen
Blasonering: Sköld, genom ett mantelsnitt delad av rött och guld, vari en röd torshammare med huvudet uppåt.
Torsås kommunvapen återger ortnamnet, där snittet är "åsen" och hammaren är guden Tors. Det fastställdes 1955 av Kungl. Maj:t och registrerades för kommunen hos PRV 1974.

## Geografi
Torsås landskommun omfattade den 1 januari 1952 en areal av 365,38 km², varav 363,23 km² land.

### Tätorter i kommunen 1960
I Torsås landskommun fanns tätorten Torsås, som hade 1 048 invånare den 1 november 1960. Tätortsgraden i kommunen var då 19,5 procent.

## Politik

### Mandatfördelning i valen 1938–1966
| 6 | 19 |

| 25 |

| 6 | 6 | 13 |

| 25 |

| 7 | 13 | 5 |

| 25 |

| 12 | 19 | 3 | 6 |

| 39 |

| 11 | 16 | 5 | 8 |

| 38 |

| 10 | 17 | 3 | 10 |

| 37 |

| 11 | 18 | 4 | 7 |

| 37 |

| 9 | 14 | 4 | 8 |

| 31 |